# Jean Proess
Jean Proess (ur. 29 kwietnia 1896 w Dudelange, zm. 8 czerwca 1978 w Luksemburgu) – luksemburski lekkoatleta, sprinter i średniodystansowiec. Uczestnik Igrzysk Olimpijskich 1920.
Podczas Igrzysk Olimpijskich w Antwerpii w 1920 roku brał udział w biegu na 400 i 800 metrów, a także w sztafecie 4 × 100 metrów (w drużynie razem z Jeanem Colbachem, Paulem Hammerem i Alexem Servaisem). W biegu na 400 m zajął 3. miejsce w swoim biegu eliminacyjnym z czasem 52,6 s, nie awansując do ćwierćfinału. W biegu na 800 m zajął ostatnie, 9. miejsce w swoim biegu eliminacyjnym i nie awansował do półfinału. W sztafecie w biegu półfinałowym zajął wraz ze swoją drużyną 2. miejsce z czasem 44,4 s, co dało awans do finału, w którym ekipa z Luksemburga zajęła ostatnie, 6. miejsce z czasem 43,6 s.